# Местлин (лунный кратер)
Кратер Местлин (лат. Maestlin) — маленький молодой ударный кратер в восточной части Океана Бурь на видимой стороне Луны. Название присвоено в честь германского астронома и математика Михаэля Местлина (1550—1631) и утверждено Международным астрономическим союзом в 1961 г. Образование кратера относится к коперниковскому периоду.

## Описание кратера

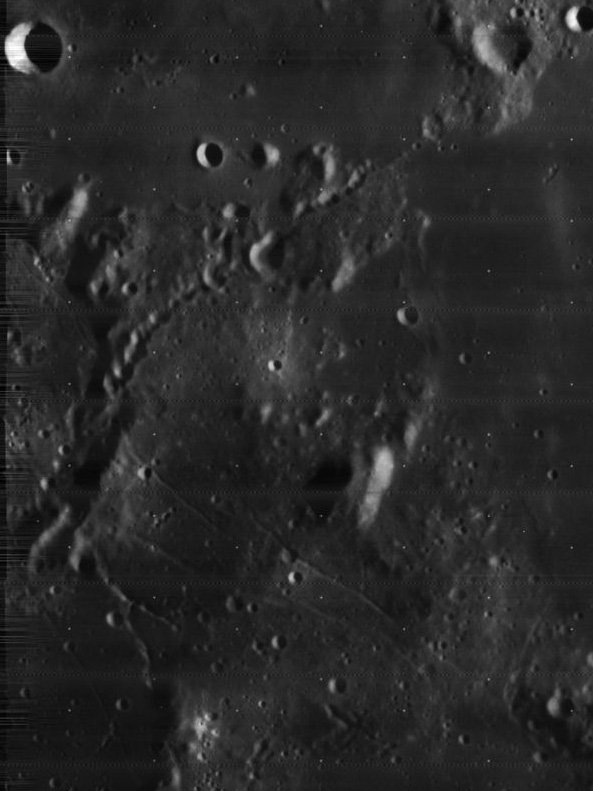
Окрестности кратера Местлин. Снимок зонда Lunar Orbiter - IV.

Ближайшими соседями кратера являются кратер Зюсс на западе; кратер Кеплер на северо-востоке; кратер Энке на востоке и кратер Флемстид на юге-юго-западе. На востоке от кратера Местлин находится Море Островов; на юге борозды Местлина.
Селенографические координаты центра кратера 4°54′ с. ш. 40°43′ з. д. / 4,9° с. ш. 40,72° з. д., диаметр 6,8 км, глубина 1650 м.
Кратер Местлин имеет циркулярную чашеобразную форму. Высота вала над окружающей местностью достигает 260 м, объем кратера составляет приблизительно 14 км³. По морфологическим признакам кратер относится к типу ALC (по названию типичного представителя этого класса — кратера Аль-Баттани C).

## Сателлитные кратеры
| Местлин | Координаты                                          | Диаметр, км |
| ------- | --------------------------------------------------- | ----------- |
| G       | 1°59′ с. ш. 42°12′ з. д. / 1,98° с. ш. 42,2° з. д.  | 3,3         |
| H       | 4°38′ с. ш. 43°34′ з. д. / 4,64° с. ш. 43,57° з. д. | 7,1         |
| R       | 3°32′ с. ш. 41°28′ з. д. / 3,53° с. ш. 41,47° з. д. | 60,4        |

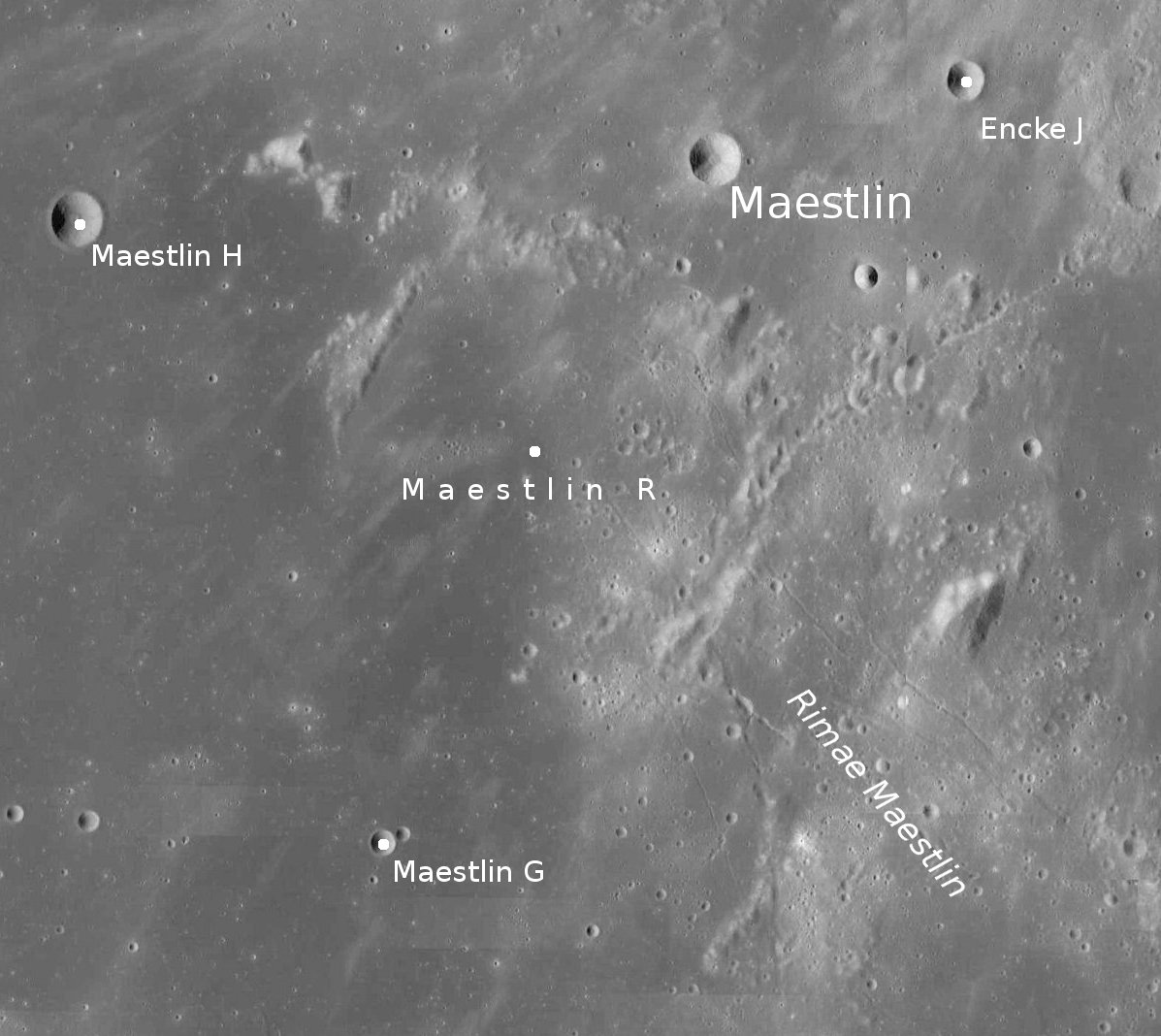
Снимок зонда Lunar Reconnaissance Orbiter.

- Сателлитный кратер Местлин H относится к числу кратеров, в которых зарегистрированы температурные аномалии во время затмений. Объясняется это тем, что подобные кратеры имеют небольшой возраст и скалы не успели покрыться реголитом, оказывающим термоизолирующее действие.
- Образование сателлитных кратеров Местлин G и H относится к эратосфенскому периоду[1].
- Образование сателлитного Местлин R относится к донектарскому периоду[1].

## См.также
- Список кратеров на Луне
- Лунный кратер
- Морфологический каталог кратеров Луны
- Планетная номенклатура
- Селенография
- Минералогия Луны
- Геология Луны
- Поздняя тяжёлая бомбардировка